# Ivo Pessoa
Ivo Marcelo Menezes Pessoa (Londrina, 16 de janeiro de 1969) é um cantor brasileiro. Ex-participante do programa Fama (Rede Globo). Não venceu o programa, mas ficou famoso graça a inclusão da canção Uma vez mais na trilha da novela Alma Gêmea, de Walcyr Carrasco e tocou em várias rádios. A canção Além do olhar foi tema de abertura do remake de O Profeta. Em 2013, atuou com a banda Mescalha em um tributo ao cantor e guitarrista Celso Blues Boy, morto em 2012.
Outras novelas também tiveram canções interpretadas por Ivo Pessoa, como "Outra Vez" na trilha de Cobras & Lagartos, "Teletema" na trilha de Sete Pecados, e  "Deusa da Minha Rua" na novela Desejo Proibido.

## Discografia

### Álbuns de estúdio
| Ano  | CD                         | Gravadora     | Vendas  |
| ---- | -------------------------- | ------------- | ------- |
| 2005 | Ivo Pessoa                 | Som Livre     | 170.000 |
| 2009 | Olha Dentro dos Meus Olhos | Som Livre     | 5.000   |
| 2018 | Bipolar                    | Delira Música | —       |

### Álbum ao vivo
| Ano  | CD                   | Gravadora | Vendas |
| ---- | -------------------- | --------- | ------ |
| 2007 | História das Novelas | Som Livre | 20.000 |

### Videografia
| Ano  | CD                   | Gravadora | Vendas |
| ---- | -------------------- | --------- | ------ |
| 2007 | História das Novelas | Som Livre | 10.000 |

## Trilhas sonoras
| Ano  | Música                 | Álbum                      |
| ---- | ---------------------- | -------------------------- |
| 2005 | "Uma Vez Mais"         | Alma Gêmea Nacional        |
| 2006 | "Misty"                | Alma Gêmea Internacional   |
| 2006 | "Outra Vez"            | Cobras & Lagartos Nacional |
| 2006 | "Além do Olhar"        | O Profeta Trilha Sonora    |
| 2007 | "Teletema"             | Sete Pecados Nacional      |
| 2007 | "Deusa da Minha Rua"   | Desejo Proibido Nacional   |
| 2008 | "You Are So Beautiful" | Duas Caras Internacional   |